# Faulhabersche Formel
Die Faulhabersche Formel beschreibt, wie sich die Summe der ersten {\displaystyle n} {\displaystyle k}-ten Potenzen mit einem Polynom {\displaystyle P_{k+1}(n)} in {\displaystyle n} vom Grad {\displaystyle k+1} berechnen lässt.
{\displaystyle \sum _{h=1}^{n}h^{k}=1^{k}+2^{k}+3^{k}+\cdots +n^{k}=P_{k+1}(n)\quad {\text{mit}}\;k\in \mathbb {N} _{0}\;{\text{und}}\;n\in \mathbb {N} }
Die Koeffizienten des Polynoms {\displaystyle P_{k+1}(n)} können dabei mit Hilfe der Bernoulli-Zahlen berechnet werden.
Der Name „Faulhabersche Formel“ geht auf Donald Knuth zurück, der sie nach Johannes Faulhaber benannte.

## Darstellung des Polynoms mittels der Bernoulli-Zahlen
Zur Berechnung der Koeffizienten dieses Polynoms werden die Bernoulli-Zahlen benötigt. Im Folgenden bezeichne {\displaystyle B_{j}} die {\displaystyle j}-te Bernoulli-Zahl erster Art und die {\displaystyle {\overline {B}}_{j}} die Bernoulli-Zahlen zweiter Art, dann sieht die Faulhabersche Formel wie folgt aus:
{\displaystyle {\begin{aligned}\sum _{h=1}^{n}h^{k}&={\frac {1}{k+1}}\sum _{j=0}^{k}(-1)^{j}{k+1 \choose j}B_{j}n^{k+1-j}={\frac {1}{k+1}}\sum _{j=0}^{k}{k+1 \choose j}{\overline {B}}_{j}n^{k+1-j}\\&={\frac {n^{k}}{2}}+{\frac {1}{k+1}}\sum _{i=0}^{\lfloor k/2\rfloor }{k+1 \choose 2i}B_{2i}n^{k+1-2i}\end{aligned}}}
Wenn man statt der ersten {\displaystyle n} nur die ersten {\displaystyle n-1} Potenzen betrachtet, so kann man die Faulhabersche Formel auch „ohne die Ausnahme“ für {\displaystyle B_{1}} beschreiben und erhält
{\displaystyle \sum _{h=0}^{n-1}h^{k}={\frac {1}{k+1}}\sum _{j=0}^{k}{k+1 \choose j}B_{j}n^{k+1-j}}

## Rekursive Darstellung
Betrachtet man das Polynom {\displaystyle P_{k+1}(n)} als Funktion der reellen Veränderlichen {\displaystyle n} anstelle {\displaystyle n\in \mathbb {N} _{0}} ergibt sich aus der Darstellung mittels Bernoulli-Zahlen auch die folgende elementar beweisbare rekursive Darstellung in aufsteigender Reihenfolge mit den Bernoulli-Zahlen zweiter Art
{\displaystyle {\begin{aligned}P_{1}(n)&=B_{0}n=B_{0}^{*}n=n\\P_{k+1}(n)&=k\int _{0}^{n}P_{k}(n')dn'+nB_{k}^{*}\quad {\text{falls}}\;k\geq 1\end{aligned}}}
und in absteigender Folge gemäß:
{\displaystyle kP_{k}(n)={\frac {d}{dn}}P_{k+1}(n)-B_{k}^{*}\quad {\text{falls}}\;k\geq 1}

## Explizite Darstellungen
{\displaystyle {\begin{array}{lllr}1^{0}+2^{0}+3^{0}+\cdots +n^{0}&=n\\1^{1}+2^{1}+3^{1}+\cdots +n^{1}&={\tfrac {1}{2}}n^{2}+{\tfrac {1}{2}}n\qquad {\text{(Gaußsche Summenformel)}}\\1^{2}+2^{2}+3^{2}+\cdots +n^{2}&={\tfrac {1}{3}}n^{3}+{\tfrac {1}{2}}n^{2}+{\tfrac {1}{6}}n\qquad {\text{(Quadratische Pyramidalzahl)}}\\1^{3}+2^{3}+3^{3}+\cdots +n^{3}&={\tfrac {1}{4}}n^{4}+{\tfrac {1}{2}}n^{3}+{\tfrac {1}{4}}n^{2}\qquad {\text{(Quadrat der Summe der ersten n Zahlen)}}\\1^{4}+2^{4}+3^{4}+\cdots +n^{4}&={\tfrac {1}{5}}n^{5}+{\tfrac {1}{2}}n^{4}+{\tfrac {1}{3}}n^{3}-{\tfrac {1}{30}}n\\1^{5}+2^{5}+3^{5}+\cdots +n^{5}&={\tfrac {1}{6}}n^{6}+{\tfrac {1}{2}}n^{5}+{\tfrac {5}{12}}n^{4}-{\tfrac {1}{12}}n^{2}\\1^{6}+2^{6}+3^{6}+\cdots +n^{6}&={\tfrac {1}{7}}n^{7}+{\tfrac {1}{2}}n^{6}+{\tfrac {1}{2}}n^{5}-{\tfrac {1}{6}}n^{3}+{\tfrac {1}{42}}n\\1^{7}+2^{7}+3^{7}+\cdots +n^{7}&={\tfrac {1}{8}}n^{8}+{\tfrac {1}{2}}n^{7}+{\tfrac {7}{12}}n^{6}-{\tfrac {7}{24}}n^{4}+{\tfrac {1}{12}}n^{2}\\1^{8}+2^{8}+3^{8}+\cdots +n^{8}&={\tfrac {1}{9}}n^{9}+{\tfrac {1}{2}}n^{8}+{\tfrac {2}{3}}n^{7}-{\tfrac {7}{15}}n^{5}+{\tfrac {2}{9}}n^{3}-{\tfrac {1}{30}}n\\1^{9}+2^{9}+3^{9}+\cdots +n^{9}&={\tfrac {1}{10}}n^{10}+{\tfrac {1}{2}}n^{9}+{\tfrac {3}{4}}n^{8}-{\tfrac {7}{10}}n^{6}+{\tfrac {1}{2}}n^{4}-{\tfrac {3}{20}}n^{2}\\1^{10}+2^{10}+3^{10}+\cdots +n^{10}&={\tfrac {1}{11}}n^{11}+{\tfrac {1}{2}}n^{10}+{\tfrac {5}{6}}n^{9}-n^{7}+n^{5}-{\tfrac {1}{2}}n^{3}+{\tfrac {5}{66}}n\\1^{11}+2^{11}+3^{11}+\cdots +n^{11}&={\tfrac {1}{12}}n^{12}+{\tfrac {1}{2}}n^{11}+{\tfrac {11}{12}}n^{10}-{\tfrac {11}{8}}n^{8}+{\tfrac {11}{6}}n^{6}-{\tfrac {11}{8}}n^{4}+{\tfrac {5}{12}}n^{2}\\1^{12}+2^{12}+3^{12}+\cdots +n^{12}&={\tfrac {1}{13}}n^{13}+{\tfrac {1}{2}}n^{12}+n^{11}-{\tfrac {11}{6}}n^{9}+{\tfrac {22}{7}}n^{7}-{\tfrac {33}{10}}n^{5}+{\tfrac {5}{3}}n^{3}-{\tfrac {691}{2730}}n\\\end{array}}}
Die niedrigen Koeffizienten in Stammbrüchen, wie man sie bei kleinem {\displaystyle k} aus der Schulmathematik kennt, sind aber für den weiteren Verlauf überhaupt nicht typisch. Bereits bei {\displaystyle k=11} tritt zum ersten Mal ein Koeffizient > 1 auf; bei noch höheren Potenzen wird das zur Regel. Grund dafür sind die Bernoulli-Zahlen, die nach einer Reihe von niedrigen Werten stark ansteigen, sogar stärker als jede Exponentialfunktion, und gegen Unendlich gehen. Sie selbst bilden die Koeffizienten der linearen Glieder, und da sie bei ungeraden Exponenten ungleich 1 Null werden, fehlen diese Glieder auch dementsprechend in den Summenformeln.
Allgemein gilt:
{\displaystyle 1^{k}+2^{k}+3^{k}+\dotsb +n^{k}={\tfrac {1}{k+1}}n^{k+1}+{\tfrac {1}{2}}n^{k}+{\mathcal {O}}(n^{k-1})}
(Das {\displaystyle {\mathcal {O}}} bezeichnet die O-Notation.) Hier sieht man auch den Zusammenhang mit Cavalieris Integralformel; eine Summe von Potenzen ist eine Potenz mit einem um 1 höheren Grad. Das gilt auch für den trivialen Sonderfall von {\displaystyle k=0}, denn das Integral einer konstanten Funktion ist eine lineare.
Bei der Erweiterung von {\displaystyle k} auf {\displaystyle \mathbb {Z} } erhält man zunächst bei {\displaystyle k=-1} die divergente harmonische Reihe, aber bei allen {\displaystyle k\leq -2} konvergente Potenzsummen. Ihre Grenzwerte sind definitionsgemäß die Funktionswerte der Riemannschen Zeta-Funktion.
All das sind Spezialfälle der allgemeinen Euler-Maclaurin-Formel angewandt auf die Funktion {\displaystyle x^{k}} mit beliebigem reellem Exponenten {\displaystyle k}.

## Zusammenhang mit Bernoulli-Polynomen
Die Summe der ersten {\displaystyle n} {\displaystyle k}-ten Potenzen lässt sich auch mit Hilfe von Bernoulli-Polynomen ausdrücken:
{\displaystyle \sum _{h=0}^{n}h^{k}={\frac {{\text{B}}_{k+1}(n+1)-{\text{B}}_{k+1}(0)}{k+1}},}
Hierbei bezeichnet {\displaystyle {\text{B}}_{j}} das {\displaystyle j}-te Bernoulli-Polynom.

## Faulhaber-Polynome
Die Summen ungerader Potenzen
{\displaystyle \sum _{h=1}^{n}h^{2k+1}=1^{2k+1}+2^{2k+1}+3^{2k+1}+\cdots +n^{2k+1}\qquad (k,n\in \mathbb {N} _{0})}
lassen sich auch als Polynom in {\displaystyle m=1+2+\dotsb +n={\tfrac {1}{2}}n(n+1)} darstellen. Solche Polynome in {\displaystyle m} statt in {\displaystyle n} werden auch als Faulhaber-Polynome bezeichnet.
Johannes Faulhaber selbst kannte nur die Formel in der folgenden beschriebenen Form und berechnete lediglich die ungeraden Fälle {\displaystyle k=1,3,5,\dotsc ,17} als Polynom in {\displaystyle m} und vermutete, dass für alle ungeraden Zahlen {\displaystyle k} ein entsprechendes Polynom existiere, ohne jedoch einen Beweis dafür zu geben. Das Konzept der Bernoulli-Zahlen war ihm nicht bekannt.
Einige Beispiele für kleinen Exponenten:
{\displaystyle 1^{3}+2^{3}+3^{3}+\cdots +n^{3}=m^{2}}     (Folge A000537 in OEIS, Satz von Nikomachos)
{\displaystyle 1^{5}+2^{5}+3^{5}+\cdots +n^{5}={\frac {4m^{3}-m^{2}}{3}}}     (Folge A000539 in OEIS)
{\displaystyle 1^{7}+2^{7}+3^{7}+\cdots +n^{7}={\frac {6m^{4}-4m^{3}+m^{2}}{3}}}     (Folge A000541 in OEIS)
{\displaystyle 1^{9}+2^{9}+3^{9}+\cdots +n^{9}={\frac {16m^{5}-20m^{4}+12m^{3}-3m^{2}}{5}}}     (Folge A007487 in OEIS)
{\displaystyle 1^{11}+2^{11}+3^{11}+\cdots +n^{11}={\frac {16m^{6}-32m^{5}+34m^{4}-20m^{3}+5m^{2}}{3}}}     (Folge A123095 in OEIS)
Allgemein gilt für alle {\displaystyle k\in \mathbb {N} }:
{\displaystyle 1^{2k-1}+2^{2k-1}+3^{2k-1}+\cdots +n^{2k-1}={\frac {1}{2^{2k}(2k)}}\sum _{h=0}^{k-1}B_{2h}{\binom {2k}{2h}}(2-2^{2h})\left((8m+1)^{k-h}-1\right)}
was ein Polynom vom Grad {\displaystyle k} in {\displaystyle 8m+1} darstellt oder explizit als Polynom in {\displaystyle m}
{\displaystyle \sum _{h=1}^{n}h^{2k-1}={\frac {1}{2k}}\sum _{i=1}^{k}a_{i,k}\,m^{i}\qquad {\text{mit}}\quad a_{i,k}=(-2)^{i}\sum _{j=0}^{i}{2k \choose i-j}{i+j \choose j}{\frac {i-j}{i+j}}B_{2k-i+j}}

## Historisches
Faulhaber selbst kannte die Formel in ihrer heutigen allgemeinen Form nicht, auch waren die Bernoullizahlen zu seiner Zeit noch nicht bekannt. Er kannte jedoch zumindest die ersten 17 Fälle und die Konstruktionen der nach ihm benannten Polynome. Im Jahre 1834 veröffentlichte Carl Gustav Jacob Jacobi den ersten bekannten Beweis der Faulhaberschen Formel und verwendete dazu die Euler-Maclaurin-Formel. Weitere Beweise wurden unter anderem 1923 von L. Tits und 1986 von A. W. F. Edwards publiziert. Donald Ervin Knuth untersuchte Verallgemeinerungen, Darstellungen der Summen als Polynome in {\displaystyle n(n+1)\cdots (n+r)} mit festem {\displaystyle r}, und trug zur Popularisierung der Faulhaberschen Polynome bei.